# Bmi

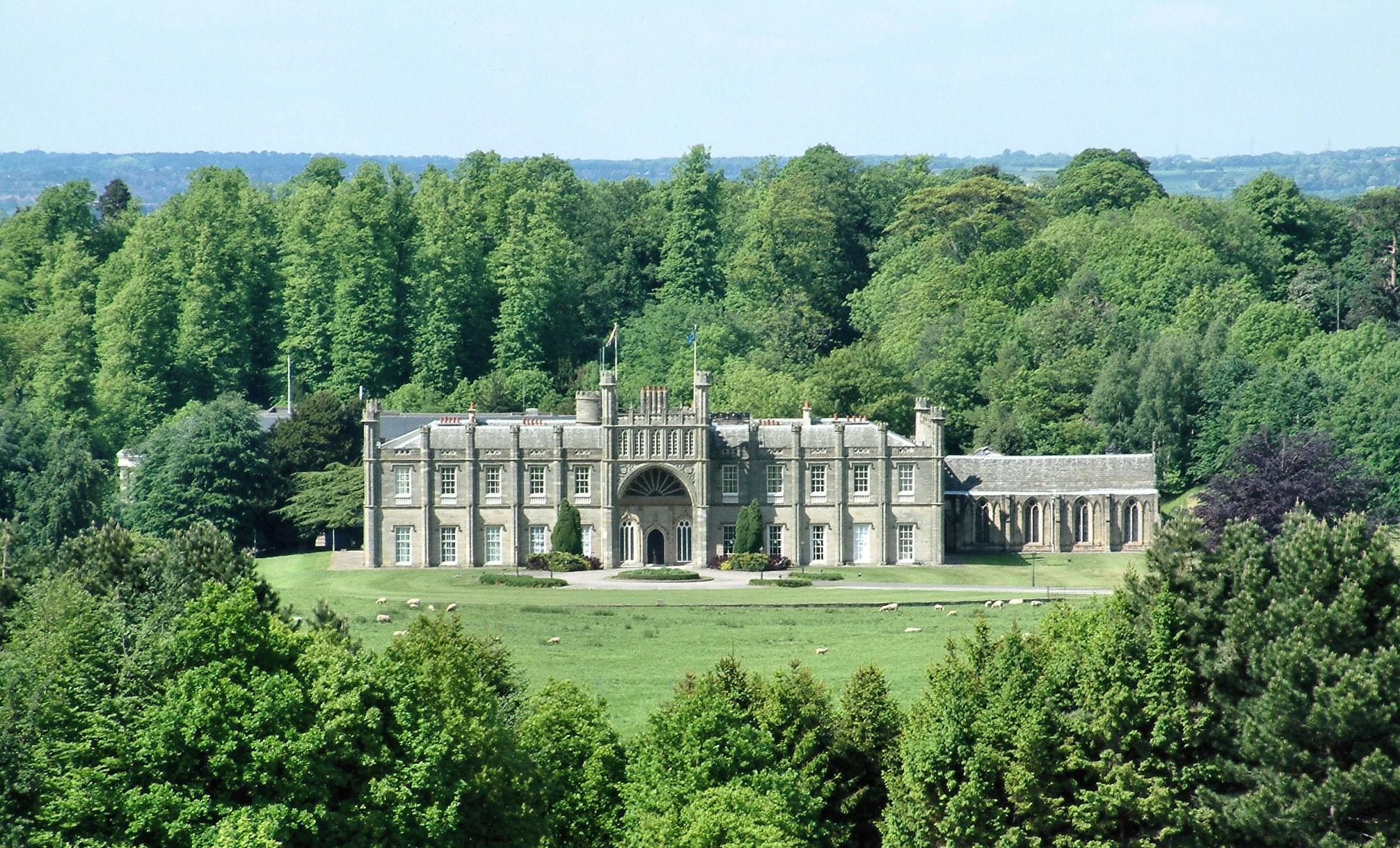
Donington Hall, la sede del BMI

bmi fue una aerolínea de servicio regular con sede en Castle Donington, cerca del aeropuerto de East Midlands, en el Reino Unido. La compañía ha volado a varios destinos en Europa, Estados Unidos, el Caribe e Israel. Sus centros de referencia fueron el aeropuerto de Mánchester y el aeropuerto Londres-Heathrow, en el cual sus aterrizajes y despegues suponían el 11% del total de las instalaciones y operó más de 2.000 vuelos semanales. 
bmi fue la marca comercial de British Midland Airways Limited, empresa que decidió reemplazar la anterior de British Midland. En enero de 2007, bmi adquirió la compañía British Mediterranean Airways, operación que permitió a la aerolínea aumentar sus destinos en África y Oriente Medio.
La aerolínea fue comprada por IAG en abril de 2012 y absorbida por British Airways. Para octubre de 2012 la marca BMI había desaparecido, y todos sus aviones fueron repintados con los colores de British Airways.

## Historia

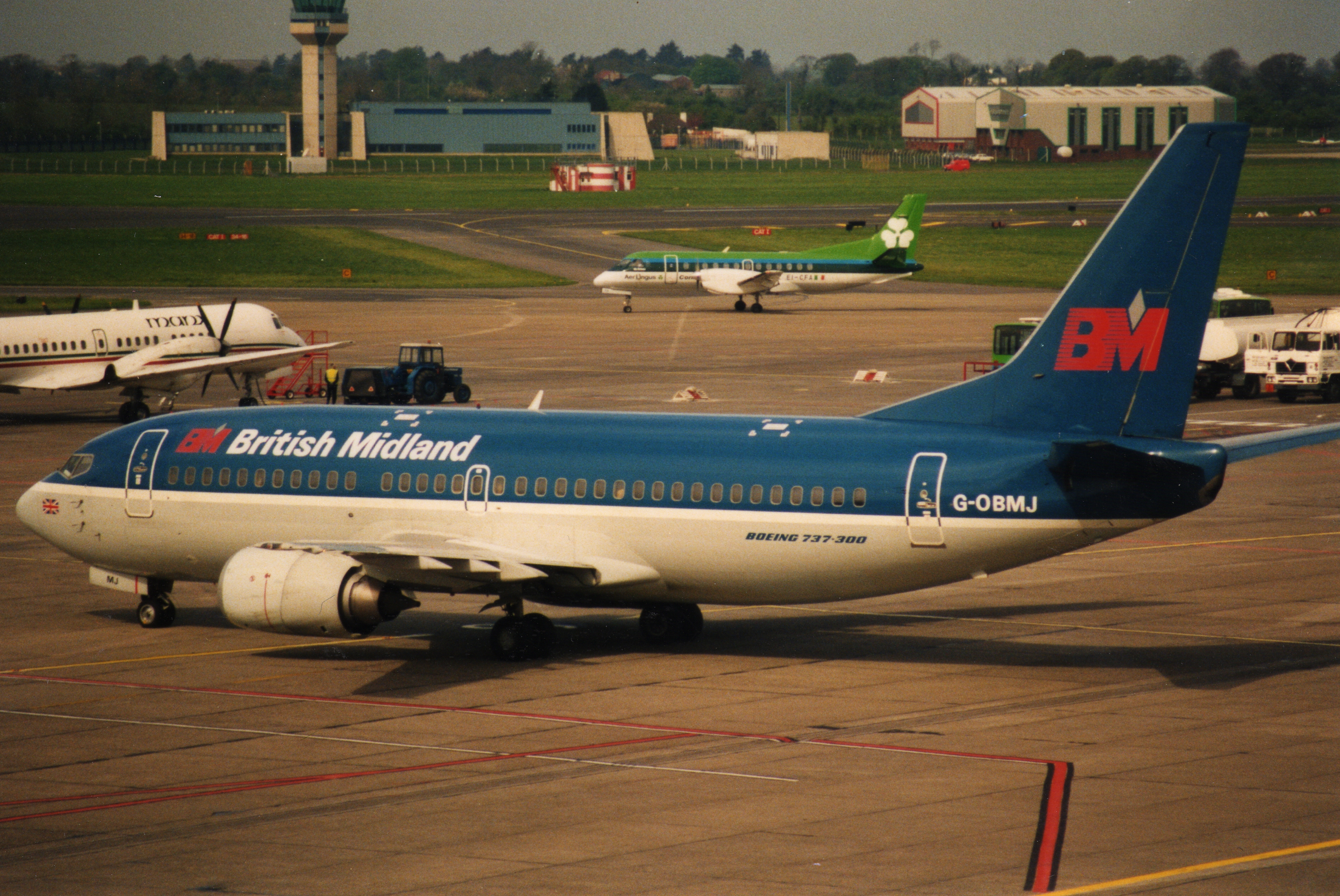
British Midland (1994)

### Orígenes
El nacimiento de la aerolínea se remonta a la fundación de Derby Aviation Limited el 16 de febrero de 1949. Derby Aviation era una subsidiaria de Air Schools Limited, empresa formada en 1938 y dedicada al entrenamiento de pilotos de la RAF. En 1949, esta compañía fundó dos empresas filiales: Derby Aviation con sede en Burnaston, cerca de Derby y Wolverhampton Aviation con base en Pendeford, localidad próxima a Wolverhampton. Ambas ofrecían vuelos chárter y fletes de carga con aviones De Havilland Dragon Rapide, así como servicios de mantenimiento y corretaje de aeronaves.
En 1953 la empresa cesó sus actividades de instrucción de vuelo y comenzó a ofrecer servicios regulares desde Derby y Wolverhampton a Jersey. Dos años después llegó el primer Douglas DC-3 y como las instalaciones de Wolverhampton Aviation se habían quedado obsoletas, la compañía trasladó su centro de referencia al Aeropuerto de Burnaston. No sería hasta 1956 cuando se inauguraron los servicios internacionales, consistentes en una ruta a Ostende y algunos vuelos vacacionales a la Europa continental. Otro de los servicios estrella de la compañía era el transporte por todo el mundo de los motores aéreos Rolls-Royce. En 1959, la empresa cambió su nombre por el de Derby Airways y comenzó a operar vuelos de cabotaje en el Reino Unido.

### BMA
El 1 de octubre de 1964 la compañía modificó su nombre a British Midland Airways (BMA) y se trasladó de Burnaston al entonces recientemente inaugurado Aeropuerto de East Midlands. El primer avión turbohélice de la compañía, que ya fue presentado con los colores corporativos azul y blanco, fue un Handley Page Dart Herald. El banco de inversiones Minster Assets compró la aerolínea en 1968. Pese a todo el proceso de expansión tanto local como europeo mantuvo un rápido ritmo y en 1970 BMA entró en la era de la aviación a reacción con la incorporación del BAC 1-11 y del Boeing 707 en 1971. La aerolínea decidió concentrarse en los turbohélice como el Vickers Viscount, de manera que en 1972 los BAC 1-11 fueron retirados del servicio y los 707 fueron alquilados a otras aerolíneas. Pese a este cambio de rumbo, la flotilla de 707 siguió aumentando, aunque ninguno de estos aparatos realizó servicio alguno, ni regular ni chárter, hasta su vuelta en 1981. Con la llegada en 1976 del Douglas DC-9, la mayoría de los servicios domésticos y europeos de la aerolínea pasaron a estar realizados por aviones de reacción.
En 1978, los directores de la empresa recompraron la compañía a Minster Assets. Entre los directivos que realizaron la operación se encontraba el actual presidente Sir Michael Bishop. Ese año British Midland y British Airways acordaron llevar a cabo un intercambio de rutas según en cual British Midland Airways renunciaba a sus vuelos continentales desde Birmingham a Bruselas y Fráncfort del Meno mientras que BA hacía entrega de las rutas desde Liverpool a Heathrow, Belfast, Dublín, Jersey, la Isla de Man y Glasgow. Resultado de esta operación fue el récord de un 1 millón de pasajeros que la aerolínea alcanzó en 1979.
En 1981 la UKCAA denegó a BMA una solicitud para establecer una ruta entre Heathrow, Glasgow y Edimburgo. Sin embargo, el dictamen fue revocado tras presentar la correspondiente apelación ante el ministro de Industria y Comercio (oficialmente, Secretary of State for Trade and Industry). Con la inauguración de estos servicios, BMA y BA pasaron a ser competidores directos.
BMA fundó Manx Airlines en 1982 junto con British & Commonwealth Shipping, y al año siguiente se hizo con el 75 por ciento de la aerolínea escocesa Loganair. En marzo de 1987, la empresa decidió crear Airlines of Britain Holdings (ABH) para agrupar British Midland y British Midland Aviation Services. 10 años después ABH se convirtió en British Midland al ser separadas como parte de un gran proceso de reestructuración.

### BMI
En 1985 fue presentada una nueva librea gris y azul oscuro con una banda roja. En esos momentos la denominación de la aerolínea era simplemente British Midland y contaba con un nuevo logotipo consistente en la palabra BM escrita con letras estilizadas y coronada con un rombo. En los aeropuertos del Reino fueron preparadas salas VIP y se presentó el programa de fidelización Diamond Club. Además la compañía abandonó el mercado de los vuelos chárter, decisión que supuso la retirada de la flota de Boeing 707.
En 1992, British Midland se convirtió en la primera aerolínea en ofrecer menús vegetarianos en los vuelos de cabotaje, y una de las primeras en hacerlo en las rutas europeas. A finales de los 90, British Midland se decantó por los diseños de Airbus y Embraer para iniciar el programa de renovación de su flota.
En 1999, SAS, accionista de British Midland desde 1987, vendió parte de sus títulos a Lufthansa con la condición de que British Midland entrase en Star Alliance. Tras confirmarse la entrada en la alianza en 2000 la compañía lanzó en 2001 una nueva imagen corporativa. Esta renovación supuso la redenominación de la aerolínea como bmi British midland (aunque oficialmente BMI no significa nada, en realidad hace referencia a "British Midland International"). En esta nueva identidad se aclara el azul y se reemplaza el gris por el blanco, además de cambiar la franja recta roja por curvas ondeantes, lo que da a los aviones un aspecto más fresco y moderno. En 2003, la frase "British Midland" fue eliminada, quedando el nombre acortado como "bmi". La presentación de la nueva identidad coincidió con el lanzamiento en 2001 de los servicios trasatlánticos a Washington y Chicago desde Mánchester utilizando Airbus A330 de fuselaje ancho. Poco después fue presentada la ruta Mánchester-Las Vegas.
A pesar de las nuevas rutas trasatlánticas desde Mánchester, bmi luchó por conseguir los derechos para volar a los Estados Unidos desde Heathrow. Únicamente British Airways, Air India, Virgin Atlantic Airways, American Airlines, United Airlines, Air New Zealand y Kuwait Airways estaban autorizados a explotar esos servicios.
Una vez que la India y el Reino Unido solucionaron las diferencias acerca del acuerdo bilateral de servicios aéreos que habían suscrito, BMI pudo ofrecer vuelos en la ruta entre Heathrow y Bombay, servicio disponible desde mayo de 2005 hasta octubre de 2006. 5 meses después British Airways dejó de ofrecer sus vuelos a  Jedda, algo que aprovechó bmi para incorporar Arabia Saudí a su red de destinos.
El Grupo BMI transportó un total de 7,95 millones de pasajeros a lo largo de 2002, cifra que ascendió en 2005 hasta los 10,1 millones, el tercer volumen de pasajeros más alto de todas las aerolíneas británicas. A principios de 2006, la Asociación de Aerolíneas Europeas informó de un descenso del tráfico de pasajeros y mercancías en los principales servicios de BMI a la vez que otras compañías asociadas reflejaban subidas en el mismo periodo. A pesar de este descenso, el Grupo BMI obtuvo unos beneficios a antes de impuestos 31 de diciembre de 2005 de 10 millones de libras esterlinas.
A finales de 2006, en concreto el 29 de octubre, BMI lanzó un servicio a Moscú-Domodedevo en cooperación con Transaero. Estos vuelos serían realizados con un A320 dedicado y modificado (el G-MIDO) con asientos de cuero más amplios.
En marzo de 2007, BMI anunció su intención de ofrecer más servicios desde Heathrow a los Estados Unidos, aprovechándose así de los últimos coletazos del acuerdo angloamericano Bermuda II, el cual pronto será superado por la aplicación del Acuerdo de Cielos Abiertos firmado por la Unión Europea y EE. UU., cuya entrada en vigor se espera para el 31 de marzo de 2008. A raíz de la próxima implantación de este nuevo marco legal United Airlines ha iniciado conversaciones con BMI para formar una alianza dedicada a los servicios trasatlánticos.
En julio de 2007 la aerolínea obtuvo, tras arduas negociaciones con el Ministerio de Aviación Civil egipcio y la compañía estatal EgyptAir, los permisos necesarios para volar al Aeropuerto Internacional de El Cairo (Egipto). La aerolínea ofrecerá desde el 4 de noviembre de 2007 un vuelo diario Heathrow-El Cairo operado con A320. Asimismo bmi anunció la firma de acuerdos con EgyptAir para realizar operaciones de código compartido y ofrecer beneficios mutuos a los usuarios de sus programas de fidelidad. Esto permitirá a los pasajeros obtener puntos si utilizan vuelos que compartan código con la compañía de cuyo programa de fidelidad son socios. bmi operará, al igual que EgyptAir, en la Terminal 1 del Aeropuerto de El Cairo. EgyptAir pretende entrar en Star Alliance en un futuro próximo, lo cual puede servir de explicación a este acercamiento entre ambas aerolíneas. Debido a las restricciones en cuanto a frecuencias de vuelo que recoge en acuerdo aéreo entre el Reino Unido y Egipto BMI no podrá seguir ofreciendo su vuelo a Alexandria, ruta heredada de British Mediterranean. Además la compañía opera a través de Seguro Holidays algunos vuelos desde el Aeropuerto de Glasgow-Prestwick.

### Subsidiarias
En 2002 bmi fundó una subsidiaria de bajo coste llamada bmibaby que utilizaría los Boeing 737 retirados de la flota de bmi, renovada por completo con aviones Airbus. bmibaby vuela actualmente a aeropuertos secundarios en Europa, pero no lo hace desde Heathrow.
En enero de 2007, BMI compró British Mediterranean Airways, una franquicia de British Airways con la que obtuvo acceso a nuevos mercados como África, Oriente Medio y Asia Central. Como parte de la operación de compra de BMED, BMI vendió a British Airways por 30 millones de libras los derechos de operación que BMED tenía en Heathrow, estando previsto su traspaso a British Airways a finales de 2008 o principios de 2009. Con esta reducción de derechos bmi se verá obligada a reducir la frecuencia o incluso eliminar algunos de los vuelos heredados de BMED para poder cuadrar los horarios de 2009.

## Diamond Club
BMI ha tenido un programa de fidelización de viajeros llamado Diamond Club dividido en cuatro niveles: Blue, Blue+, Silver y Gold. Los premios conseguidos han dependido del kilometraje de los vuelos realizados así como de reservas de alojamiento, aparcamientos o coches que se hagan a través de la web de BMI y los gastos cargados en el crédito asociado a la tarjeta de socio. Hasta abril de 2003 el sistema se basaba en la obtención de puntos, sistema que fue abandonado por complicado para ser sustituido por el sistema basado en kilometraje.

## Control de la compañía
En 1999 SAS, accionista de British Midland desde 1987, vendió algunas de sus acciones a Lufthansa con la condición de que British Midland entrase en Star Alliance.
Entre 1999 y 2004, Lufthansa buscó compradores para su participación en la aerolínea. Virgin Atlantic era la mayor compañía que aspiraba a comprar esas acciones, siendo su intención la de fusionar ambas aerolíneas. La fusión de dos reputadas compañías aéreas con unas ventas combinadas superiores a los 2.000 millones de libras formaría un poderosísimo gigante de la aviación. Ninguna de las partes afectadas hizo declaraciones al respecto. Se cree que bmi, con Sir Michael Bishop a la cabeza, decidió comenzar las conversaciones después de las fuertes caídas en Bolsa tras los atentados del 11-S. Por otra parte, la fusión permitiría a la aerolínea de Sir Richard Branson consolidarse en Heathrow (donde BMI controlaba cientos de puestos de aterrizaje y despegue) y así incrementar la competencia con su rival British Airways.
Las dos aerolíneas controlarían el 17% de los derechos de tráfico de Heathrow contra el 43% de British Airways. Aun así, a British Airways le comenzó a preocupar hasta qué punto podría plantarle cara la compañía resultante de la fusión, zanjando cualquier duda de forma drástica: intentaría hacerse con alguna de las dos aerolíneas, pues de conseguirlo interrumpiría cualquier posible proceso de fusión y reforzaría notablemente su liderazgo. Se decantó por Virgin Atlantic, la menor de las dos. En 2004 se detuvieron todas las conversaciones entre estas tres aerolíneas acerca la fusión. 
A finales de 2006 bmi rechazó de pleno ciertas noticias que comentaban el renovado interés de Virgin Atlantic Airways en hacerse con el control absoluto de ella, a pesar de las declaraciones radiofónicas de Sir Richard Branson acerca de que la fusión era uno de los movimientos empresariales más lógicos en aquel contexto económico.
En junio de 2007 SAS anunció que vendería su participación del 20% en bmi con el objetivo de aumentar los beneficios de su propio grupo empresarial. Desde la aerolínea escandinava se comentó que se habían iniciado las negociaciones para que Lufthansa, propietaria del 30% de bmi menos 1 acción y en conversaciones con Sir Michael Bishop para hacerse con parte de sus acciones a finales de 2007, comprase su paquete accionarial. En caso de ser llevada a cabo, esta maniobra financiera dejaría el control de bmi en manos de Lufthansa.

## Antiguos destinos
Bmi daba servicio a varias ciudades de África, América del Norte, Asia y Europa.
| Países            | Destinos           | Aeropuertos                                                  |
| África            | África             | África                                                       |
| ----------------- | ------------------ | ------------------------------------------------------------ |
| Egipto            | El Cairo           | Aeropuerto Internacional de El Cairo                         |
| Etiopía           | Adís Abeba         | Aeropuerto Internacional Bole                                |
| Marruecos         | Agadir             | Aeropuerto de Agadir-Al Massira                              |
| Marruecos         | Casablanca         | Aeropuerto Internacional Mohammed V                          |
| Marruecos         | Marrakech          | Aeropuerto de Marrakech-Menara                               |
| Libia             | Trípoli            | Aeropuerto Internacional de Trípoli                          |
| Senegal           | Dakar              | Aeropuerto Internacional de Dakar-Yoff/Léopold Sédar Senghor |
| Sierra Leona      | Freetown           | Aeropuerto Internacional de Lungi                            |
| Sudán             | Jartum             | Aeropuerto Internacional de Jartum                           |
| América           |                    |                                                              |
| Antigua y Barbuda | Saint John         | Aeropuerto Internacional V. C. Bird                          |
| Barbados          | Bridgetown         | Aeropuerto Internacional Grantley Adams                      |
| Canadá            | Toronto            | Aeropuerto Internacional de Toronto Pearson                  |
| Santa Lucía       | Vieux Fort         | Aeropuerto Internacional Hewanorra                           |
| Estados Unidos    | Chicago            | Aeropuerto Internacional O'Hare                              |
| Estados Unidos    | Las Vegas          | Aeropuerto Internacional Harry Reid                          |
| Estados Unidos    | Washington D. C.   | Aeropuerto Internacional de Washington-Dulles                |
| Asia              |                    |                                                              |
| Arabia Saudita    | Riad               | Aeropuerto Internacional Rey Khalid                          |
| Arabia Saudita    | Dammam             | Aeropuerto Internacional Rey Fahd                            |
| Arabia Saudita    | Yeda               | Aeropuerto Internacional Rey Abdulaziz                       |
| Armenia           | Ereván             | Aeropuerto Internacional de Zvartnots                        |
| Azerbaiyán        | Bakú               | Aeropuerto Internacional Heydar Alíyev                       |
| Georgia           | Tiflis             | Aeropuerto Internacional de Tiflis                           |
| India             | Amritsar           | Aeropuerto Internacional Sri Guru Ram Dass Jee               |
| India             | Bombay             | Aeropuerto Internacional Chhatrapati Shivaji                 |
| Irán              | Teherán            | Aeropuerto Internacional Imán Jomeiní                        |
| Israel            | Tel Aviv           | Aeropuerto Internacional Ben Gurión                          |
| Jordania          | Amán               | Aeropuerto Internacional Reina Alia                          |
| Kazajistán        | Almatý             | Aeropuerto Internacional de Almaty                           |
| Kirguistán        | Biskek             | Aeropuerto Internacional de Manas                            |
| Líbano            | Beirut             | Aeropuerto Internacional Rafic Hariri                        |
| Rusia             | Ekaterimburgo      | Aeropuerto de Ekaterimburgo-Koltsovo                         |
| Rusia             | Moscú              | Aeropuerto Internacional de Moscú-Domodédovo                 |
| Siria             | Alepo              | Aeropuerto Internacional de Alepo                            |
| Siria             | Damasco            | Aeropuerto Internacional de Damasco                          |
| Turquía           | Ankara             | Aeropuerto Internacional Esenboğa                            |
| Europa            |                    |                                                              |
| Alemania          | Berlín             | Aeropuerto de Berlín-Tegel                                   |
| Alemania          | Colonia/Bonn       | Aeropuerto de Colonia/Bonn                                   |
| Alemania          | Düsseldorf         | Aeropuerto Internacional de Düsseldorf                       |
| Alemania          | Fráncfort del Meno | Aeropuerto de Fráncfort del Meno                             |
| Alemania          | Hamburgo           | Aeropuerto de Hamburgo                                       |
| Alemania          | Hannover           | Aeropuerto de Hannover                                       |
| Alemania          | Stuttgart          | Aeropuerto de Stuttgart                                      |
| Austria           | Viena              | Aeropuerto de Viena-Schwechat                                |
| Bélgica           | Bruselas           | Aeropuerto de Bruselas                                       |
| Dinamarca         | Copenhague         | Aeropuerto de Copenhague-Kastrup                             |
| Dinamarca         | Esbjerg            | Aeropuerto de Esbjerg                                        |
| España            | Alicante           | Aeropuerto de Alicante-Elche                                 |
| España            | Barcelona          | Aeropuerto de Barcelona-El Prat                              |
| España            | Madrid             | Aeropuerto de Madrid-Barajas                                 |
| España            | Málaga             | Aeropuerto de Málaga-Costa del Sol                           |
| España            | Palma de Mallorca  | Aeropuerto de Palma de Mallorca                              |
| Francia           | Lyon               | Aeropuerto de Lyon-Saint Exupéry                             |
| Francia           | Niza               | Aeropuerto Internacional de Niza-Costa Azul                  |
| Francia           | Saint-Louis        | Aeropuerto de Basilea-Mulhouse-Friburgo                      |
| Francia           | Toulouse           | Aeropuerto de Toulouse-Blagnac                               |
| Irlanda           | Dublín             | Aeropuerto de Dublín                                         |
| Italia            | Nápoles            | Aeropuerto de Nápoles-Capodichino                            |
| Italia            | Venecia            | Aeropuerto Internacional Marco Polo                          |
| Jersey            | Jersey             | Aeropuerto de Jersey                                         |
| Noruega           | Bergen             | Aeropuerto de Bergen-Flesland                                |
| Noruega           | Stavanger          | Aeropuerto de Stavanger-Sola                                 |
| Países Bajos      | Ámsterdam          | Aeropuerto de Ámsterdam-Schiphol                             |
| Países Bajos      | Groninga           | Aeropuerto de Groningen Eelde                                |
| Portugal          | Faro               | Aeropuerto de Faro                                           |
| Reino Unido       | Aberdeen           | Aeropuerto de Aberdeen                                       |
| Reino Unido       | Belfast            | Aeropuerto de la Ciudad de Belfast George Best               |
| Reino Unido       | Birmingham         | Aeropuerto Internacional de Birmingham-West Midlands         |
| Reino Unido       | Castle Donington   | Aeropuerto de East Midlands                                  |
| Reino Unido       | Edimburgo          | Aeropuerto de Edimburgo                                      |
| Reino Unido       | Glasgow            | Aeropuerto Internacional de Glasgow                          |
| Reino Unido       | Inverness          | Aeropuerto de Inverness                                      |
| Reino Unido       | Leeds/Bradford     | Aeropuerto Internacional de Leeds Bradford                   |
| Reino Unido       | Londres            | Aeropuerto de Londres-Heathrow                               |
| Reino Unido       | Londres            | Aeropuerto de Londres-Stansted                               |
| Reino Unido       | Mánchester         | Aeropuerto de Mánchester                                     |
| Reino Unido       | Norwich            | Aeropuerto Internacional de Norwich                          |
| Reino Unido       | Teesside           | Aeropuerto Internacional de Teesside                         |
| Suiza             | Zúrich             | Aeropuerto Internacional de Zúrich                           |
| Ucrania           | Kiev               | Aeropuerto Internacional de Borýspil                         |

### Acuerdos de código compartido
A fecha de julio de 2007, la aerolínea mantenía acuerdos de código compartido con las siguientes compañías:
- Air Canada
- Air France
- Air New Zealand
- ANA
- Austrian Airlines
- Avianca
- EgyptAir
- Etihad Airways
- Gulf Air
- LOT Polish Airlines
- Lufthansa
- Malaysia Airlines
- Qatar Airways
- SAS
- Singapore Airlines
- South African Airways
- Spanair
- Sri Lankan Airlines
- TAP Portugal
- Thai Airways International
- Transaero
- United
- US Airways
- Virgin Atlantic Airways

## Flota histórica

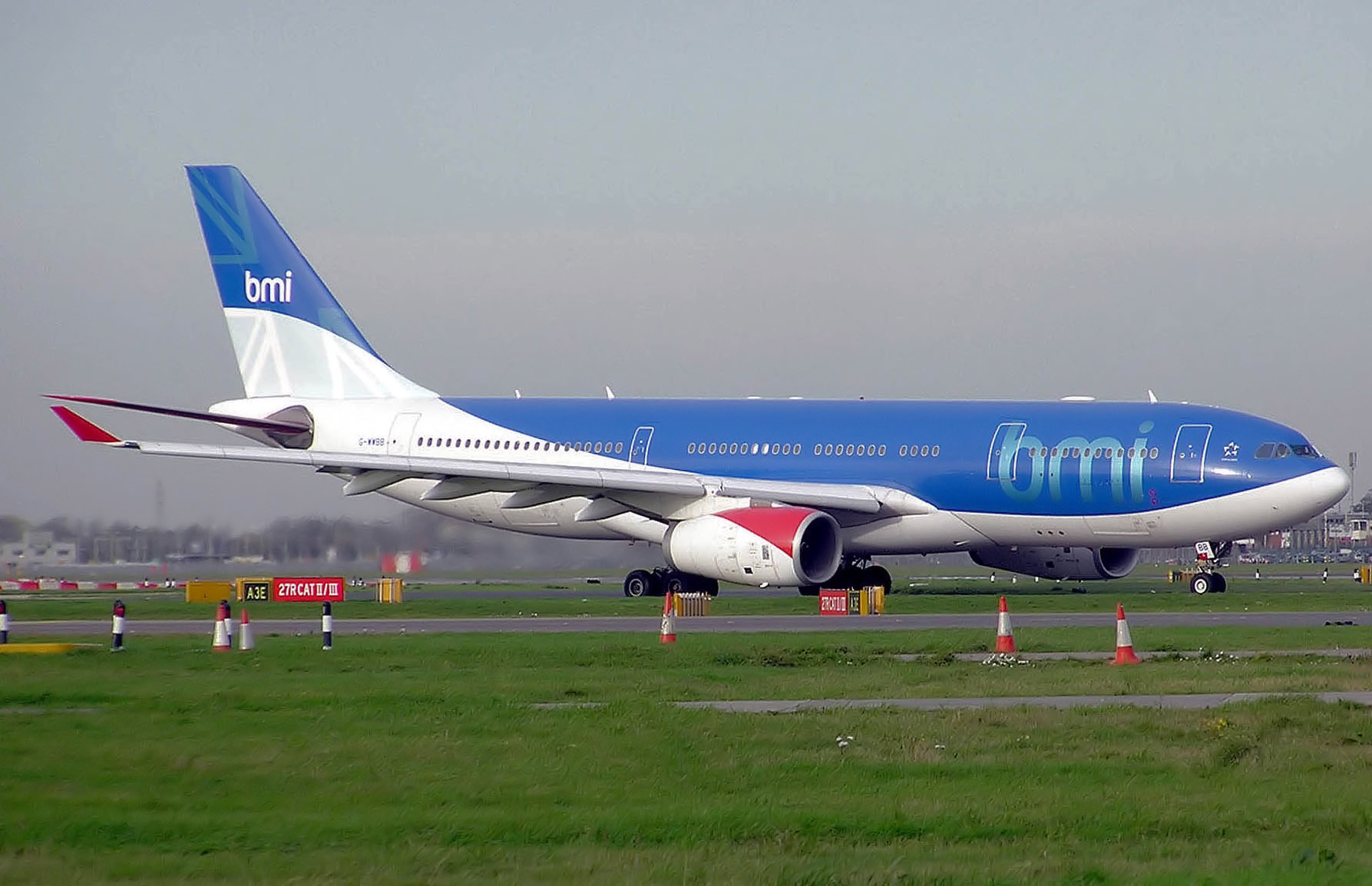
Airbus A330 de BMI

La flota de BMI estaba compuesta por las siguientes aeronaves:
| Aeronaves                         | Total | Introducido | Retirado | Matrículas |
| --------------------------------- | ----- | ----------- | -------- | --- |
| Airbus A319-100                   | 11    | 2004        | 2012     | G-DBCA, G-DBCB, G-DBCC, G-DBCD, G-DBCE, G-DBCF, G-DBCG, G-DBCH, G-DBCI, G-DBCJ y G-DBCK |
| Airbus A320-200                   | 14    | 1999        | 2012     | G-MIDZ, G-MIDY, G-MIDX, G-MIDW, G-MEDE, G-MIDV, G-MIDU, G-MIDT, G-MIDS, G-MIDR, G-MIDP, G-MEDH, G-MIDO y G-MEDK |
| Airbus A321-200                   | 17    | 1998        | 2012     | G-MIDA, G-MIDF, G-MIDC, G-MIDE, G-MIDH, G-MIDI, G-MIDJ, G-MIDK, G-MIDL, G-MIDM, G-MEDF, G-MEDG, G-MEDJ, G-MEDL, G-MEDM, G-MEDN y G-MEDU                                                                                         |
| Airbus A330-200                   | 3     | 2001        | 2012     | G-WWBM, G-WWBD y G-WWBB |
| Avro 652 Anson                    | 1     | 1962        | 1965     | G-AGWE |
| BAC 1-11                          | 5     | 1970        | 1991     | G-AXCP, G-WLAD, G-AXLL, G-AXLM y G-AXLN |
| Boeing 707                        | 13    | 1970        | 1985     | G-AYBJ, G-AYVG, G-BAEL, G-AZWA, G-AYXR, ZS-SAA, ZS-SAB, N757PA (rrg. G-AYVE), G-AZJM, N448M, G-BFLE, N370WA y G-BFLD |
| Boeing 737-200                    | 3     | 1986        | 1989     | OO-TEH, OO-TEK y EI-BTR |
| Boeing 737-300                    | 14    | 1987        | 2003     | G-OUTA, G-OBMA, G-OBMB, G-OBMC, G-OBMD, G-OBML, G-OBMH, G-OBMJ, G-BYZJ, G-OBMP, G-ODSK, G-ECAS, G-SMDB y G-OJTW |
| Boeing 737-400                    | 8     | 1988        | 2000     | G-OBME, G-OBMF, G-OBMG, G-BOPJ (rrg. G-OBMN), G-OBMM,G-OBMK, G-OBMO y G-SFBH |
| Boeing 737-500                    | 13    | 1993        | 2008     | G-BVKA, G-BVKC, G-OBMZ (rrg. G-GFFF), G-BVZF (rrg. G-GFFA), G-OBMX, G-BVZG, G-BVZH, G-BVZI, G-OBMR, SE-DNI (rrg. G-OBMY), G-BVKD, G-BVZE y G-BVKB                                                                               |
| Boeing 757-200                    | 4     | 2005        | 2011     | G-OJIB, TF-FII, G-STRX y G-STRY |
| Boeing 767-300ER                  | 2     | 2006        | 2007     | TF-FIB y PH-MCV |
| British Aerospace Jetstream 41    | 1     | 1994        | 1996     | G-MAJA |
| British Aerospace ATP             | 3     | 1988        | 1997     | G-BMYM, G-BMYK y G-BMYL |
| British Aerospace 146             | 3     | 2000        | 2003     | G-CLHC, G-CLHD y G-CLHE |
| Canadair C-4 Argonaut             | 5     | 1961        | 1967     | G-ALHG, G-ALHN, G-ALHP, G-ALHS y G-ALHY |
| De Havilland Canadá Dash 7        | 3     | 1990        | 1993     | G-BOAZ, G-BOAW y G-BOAY |
| De Havilland DH.89 Drangon Rapide | 1     | 1954        | 1959     | G-AIUL |
| De Havilland DH.104 Dove          | 1     | 1961        | 1965     | G-AROI |
| Douglas DC-3                      | 8     | 1955        | 1969     | G-AOFZ, G-AGJV, G-AKJH, G-ANTD, G-APBC, G-AMSW, G-AMSX y G-AOGZ |
| Embraer ERJ-135                   | 1     | 2001        | 2001     | SE-RAA |
| Embraer ERJ-145                   | 5     | 1999        | 2012     | CS-TPJ, SE-DZA, SE-DZB, G-RJXB y G-RJXH |
| Fokker 70                         | 3     | 1995        | 2002     | G-BVTE, G-BVTF y G-BVTG |
| Fokker 100                        | 6     | 1994        | 2005     | PH-CFE (rrg. G-BXWE), PH-CFF (rrg. G-BXWF), G-BVJB, G-BVJA, G-BVJC y G-BVJD |
| Fokker F27 Friendship             | 15    | 1979        | 1990     | G-IOMA, N1036S, G-BMAW, G-BAUR, G-BMAS, G-BHMW, G-BLGW, G-BMAU, G-BMAE, G-BDDH, G-BAKL, G-BMAP, LN-AKB, LN-AKC y LN-AKD |
| Handley Page Dart Herald          | 6     | 1965        | 1977     | G-APWA, G-ASKK, G-ATHE, G-ATIG, G-ASVO y G-BAVX |
| McDonnell Douglas DC-9            | 18    | 1977        | 1996     | OH-LYC, OH-LYB (rrg. G-BMAH), G-BMAI, G-BMAG, N48075, OH-LYD, G-BMAB, G-BMAC, N65358 (rrg. G-BFIH y G-BMAA), G-BMAK, G-BMAM, G-ELDG, G-PKBE, G-ELDH, G-ELDI, G-BMWD, G-PKBM y G-PKBD                                            |
| Saab 340                          | 3     | 1996        | 2001     | G-GNTI, G-GNTB y SE-ISS |
| Short 330                         | 1     | 1981        | 1984     | G-BJFK |
| Short 360                         | 5     | 1983        | 1988     | G-BMAJ, G-BMAR, G-BMLC, G-BMHX y G-BMHY |
| Vickers Viscount                  | 28    | 1967        | 1988     | G-ARIR, G-APPX, G-AODG, G-AOCB, G-AOCC, G-AWGV, G-AWCV, G-AVJA, G-BAPF, G-AWXI, G-BAPD, G-BAPE, G-BAPG, G-AZLP, G-AZLR, G-AZLS, G-BMAT, G-AZNA, G-AZNB, G-AZNC, G-AYOX, G-AVJB, G-APND, G-APNE, G-ASED, G-APTD, G-BFZL y G-BCZR |

## Incidentes y accidentes
- 4 de junio de 1967: Un Canadair C-4 Argonaut de British Midland Airways (matrícula G-ALHG) realizaba un vuelo chárter cuando se estrelló en el centro de Stockport, en la región inglesa del Gran Mánchester. Murieron 72 de los 84 ocupantes, y los otros 12 sufrieron heridas graves.
- 8 de enero de 1989: El Boeing B-737-400 G-OBME que realizaba el vuelo 092 de British Midland se estrelló contra un talud de la Autopista M1, a apenas metros de la pista del Aeropuerto East Midlands en Leicestershire. Murieron 47 de los 118 pasajeros.
- 27 de mayo de 2003: Una piedra de granizo del tamaño de un balón de fútbol hizo un agujero en un Airbus de BMI con más de 200 personas a bordo. El avión volaba de Mánchester a Lárnaca, en Chipre cuando sobrevolando Alemania se adentró en una zona de fuertes tormentas y turbulencias. El aparato aterrizó sano y salvo.

## Galería de imágenes

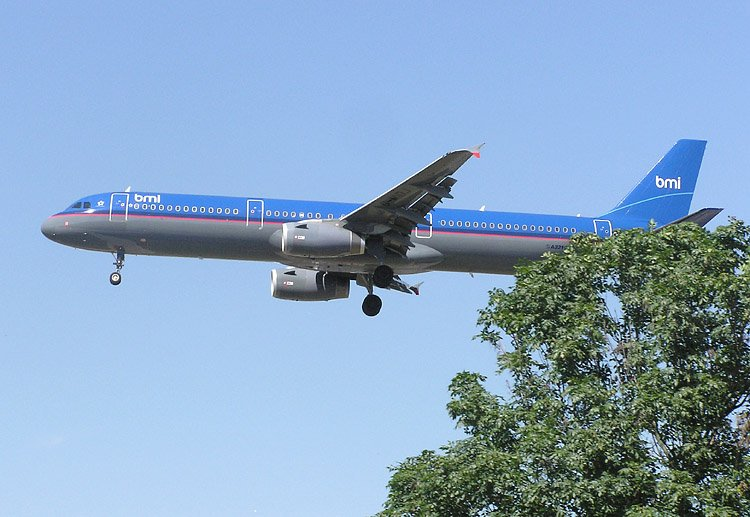
Airbus A321 de BMI pintado con la librea antigua
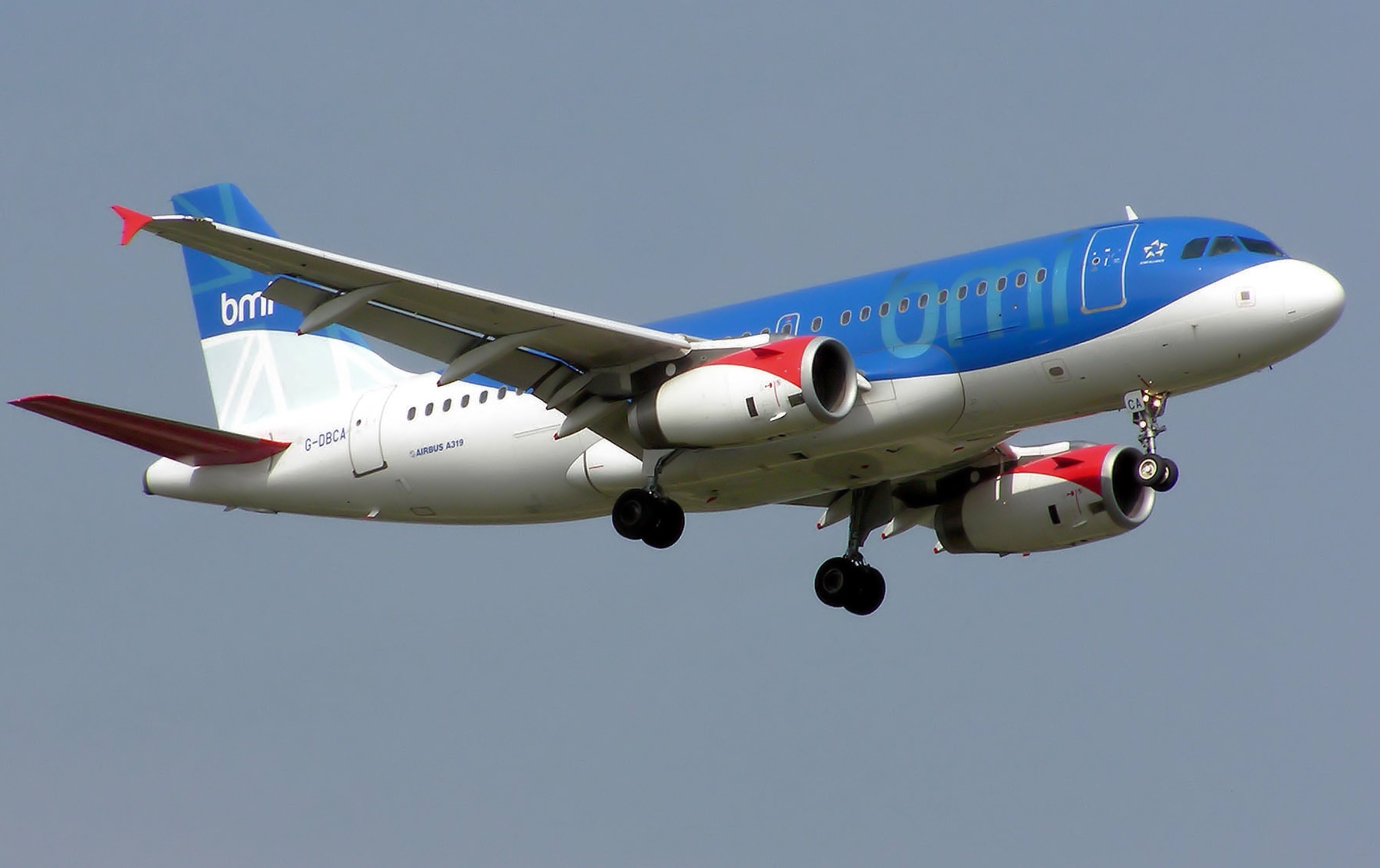
Airbus A319-100 de BMI
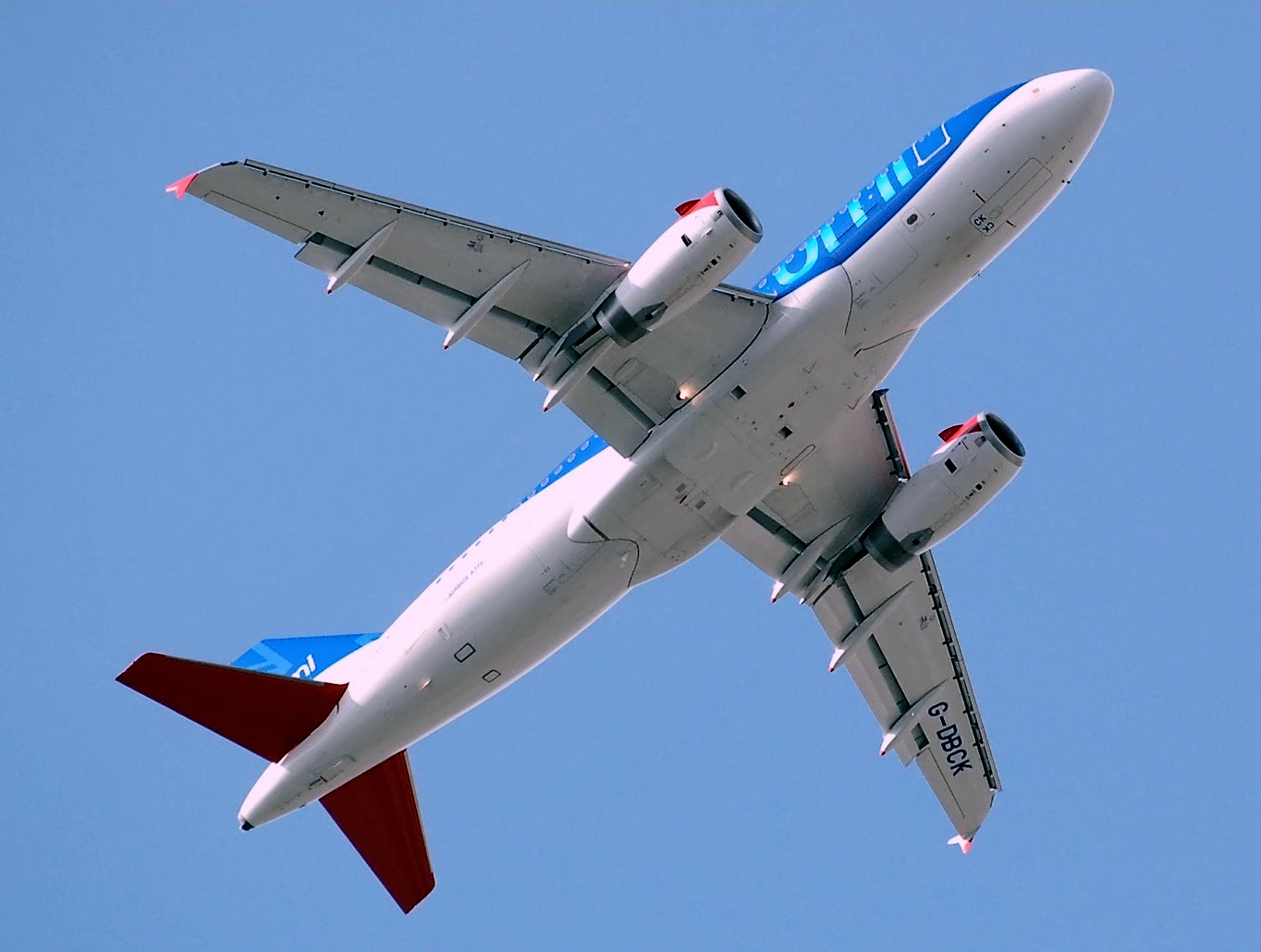
Airbus A319-100 de BMI despegando
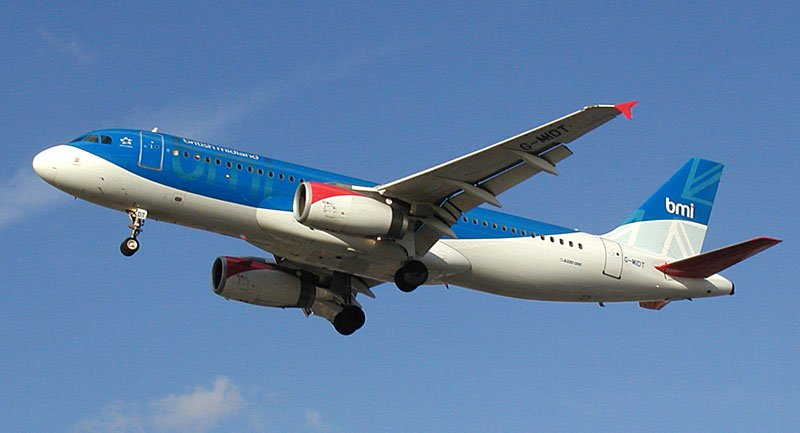
Airbus A320 de BMI
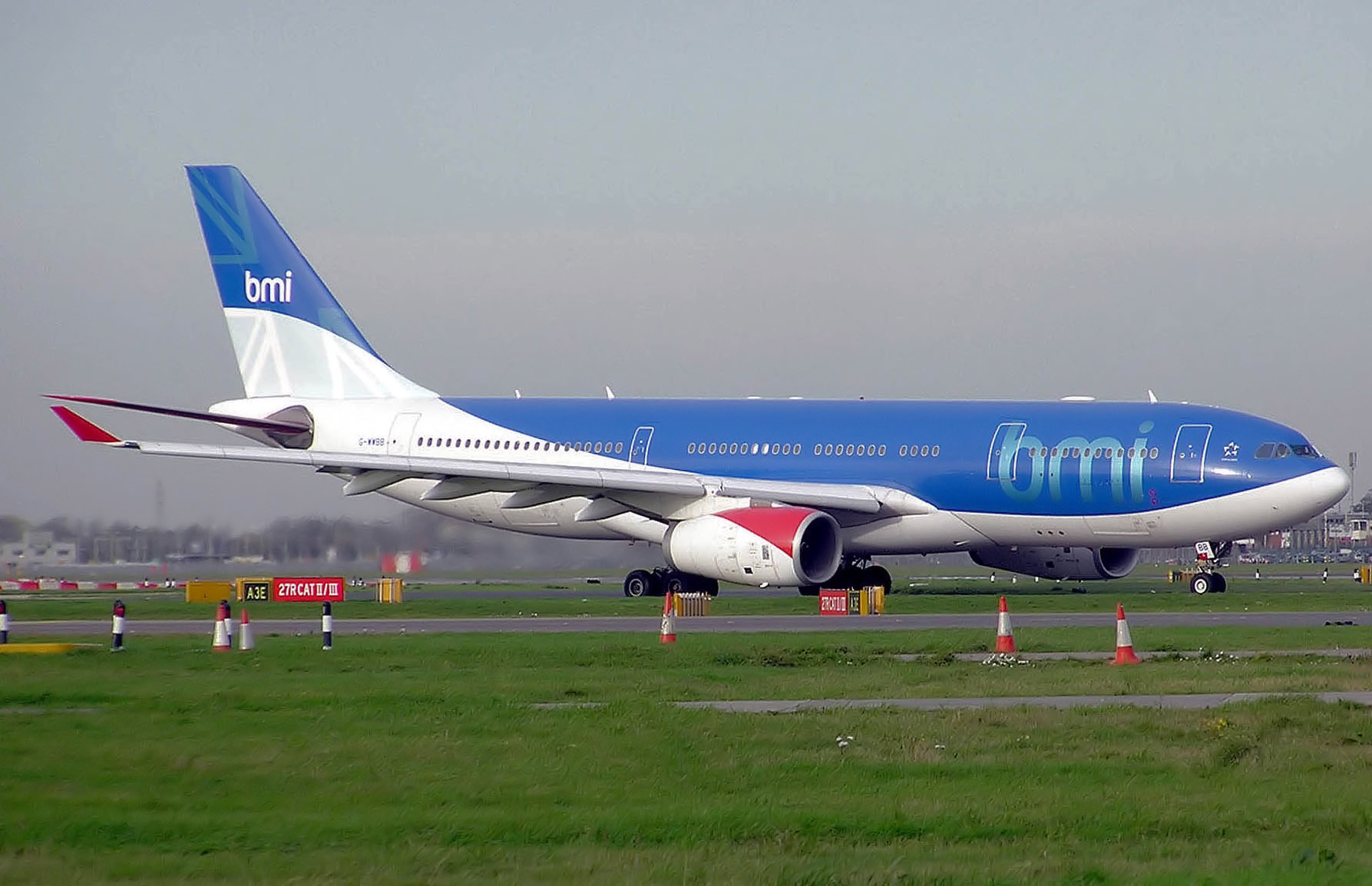
Airbus A330-200 de BMI en el Aeropuerto de Londres-Heathrow
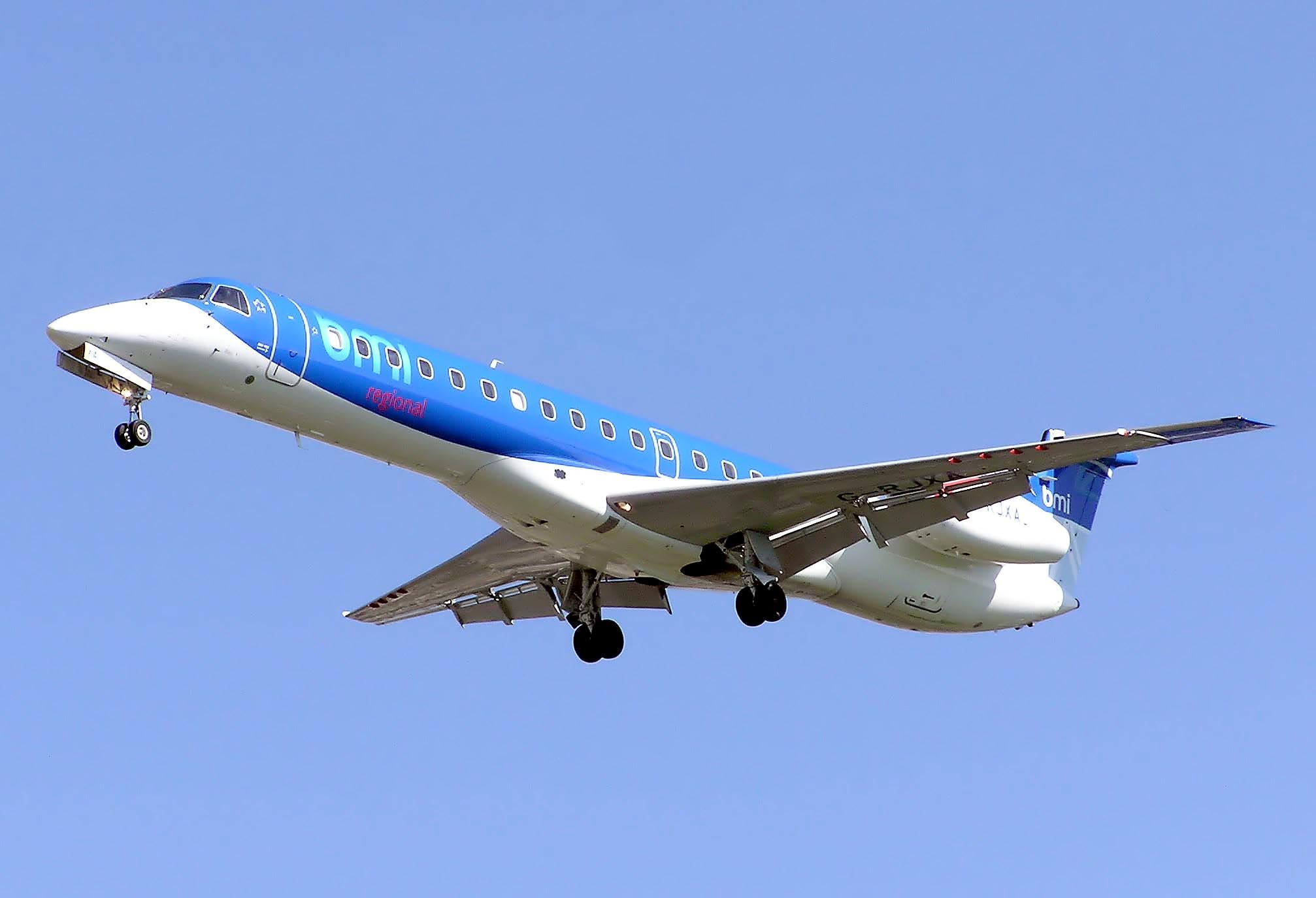
ERJ 145 de BMI Regional